# Mohand Ou Lhocine
Pour les articles homonymes, voir Mohand.
 (février 2011).
Si vous disposez d'ouvrages ou d'articles de référence ou si vous connaissez des sites web de qualité traitant du thème abordé ici, merci de compléter l'article en donnant les références utiles à sa vérifiabilité et en les liant à la section « Notes et références ».
Mohand Ou Lhocine (en kabyle : Muḥend U Lḥusin; en tifinagh: ⵎⵓⵃⵏⴷ ⵓ ⵍⵃⵓⵙⵉⵏ), communément appelé  Cheikh Mohand ou
Cheikh Mohand Oulhocine né en 1836 à Taka, village de la commune d'Aït Yahia, daira de Ain El Hammam et mort en 1901. Il est un saint et un poète kabyle du XIXe siècle. Issu d'une célèbre famille de chérifs dit Imravden : les Sid Ahmed  de Ouerdja, (commune d'Abi Youcef), qui sont partis s'installer à Taka Aït Yahia, dont Hocine Aït Ahmed est un des petits neuveux.

## Biographie
Homme de grande connaissance, Mohand Ou Lhocine de Ouerdja, village situé dans la commune d'Abi Youcef ; Sid Ahmed Hand Ameziane de la confrérie Rahmaniyya, il est aussi cousin de Lalla Fatma N'Soumer. Ses parents sont partis de Ouerdja pour Taka Ait Yahia . A Ouerdja, il fait partie de la lignée des Ath Lhocine.
Il reçoit le titre d'Amusnaw, titre s’apparentant à celui de sage et homme de savoir. Il bénéficiait de fait d’une large audience et influence. Cheikh Mohand a ainsi joué un rôle essentiel dans la pensée kabyle de son époque, en recommandant la nécessité d’une certaine primauté des valeurs et coutumes traditionnelles sur le dogme religieux, confirmant ainsi sa spécificité à l'Islam.

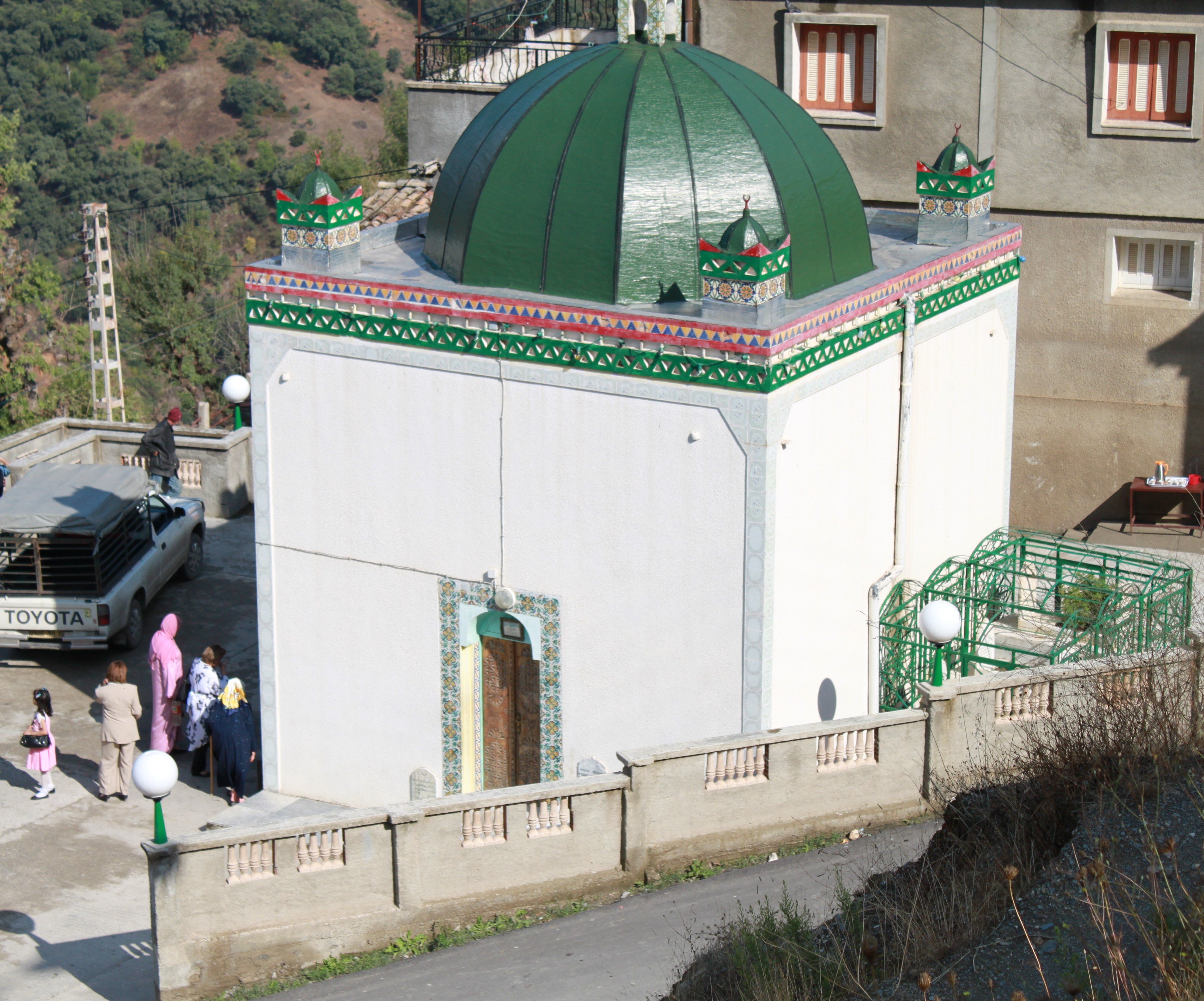
Mausolée du Cheik Mohand à Aït Yahia

Sa poésie est également empreinte des thématiques de la résistance et du courage. Sa vie est en effet marquée dès son adolescence par les débuts désastreux de la colonisation française pour la société kabyle (1852-1857), et il assiste en 1871 à l’insurrection kabyle dans laquelle la confrerie Rahmaniya, à laquelle il était lié, eut un rôle majeur par l’intermédiaire de son chef charismatique, Cheikh Aheddad de Seddouk.
Il était aussi très lié avec la population des différentes régions de Kabylie. On peut citer quelques compagnons de route : 
Son compagnon et ami intime, Cheikh Belkacem Aanan. Ce dernier était appelé « Aanan » parce que ce Cheikh était du village At-Anan, village situé à 17 km au Sud-Ouest de la ville de Tizi-Ouzou et chef-lieu de la Commune des At-Zmenzer. Le Cheik Belkacem Aanan était aussi appelé « Cheikh Aanan », tout court. Il était issu de Sidi Ahmed Ou Amar Aanan, chef Almoravide et fondateur ancestral du village At-Anan. Cheikh Belkacem était très respecté par le Cheikh Mohand Ou Lhocine pour ses nombreuses qualités humaines, son érudition religieuse, sa fine intelligence, son esprit visionnaire, son engagement militaire, son esprit d'abnégation pour les siens, sa fidélité, son honnêteté, sa droiture, ses dons d'orateur hors-pair et sa sagesse.
Les descendants directs du Cheikh Belkacem Aanan sont l'actuelle famille Alim du village At-Anan. Après la mort du Cheikh Mohand Ou Lhocine, le Cheikh Belkacem Aanan dirigea la confrérie de Taqa At-Yahia (c'est-à-dire la confrérie du Cheikh Mohand Ou Lhocine lui-même), puis toute la confrérie Rahmaniya de Kabylie. Il joua un grand rôle dans la tâche ardue d'atténuation des tensions entre divers chefs en Kabylie (chefs de clans, chefs de grandes tribus, chefs militaires, chefs religieux, etc ) afin d'aboutir à une meilleure coordination des actions ennemis de la Kabylie. Le Cheikh Belkacem Aanan est cité dans le livre-clé sur l'Histoire de la Kabylie (livre écrit par Si Saïd Boulifa) ainsi que dans la préface de Cheikh Muhend Innayas (livre écrit par Mouloud Mammeri). Les habitants du village Aït-Anane, notamment les descendants de Sidi Hmed Ou Amar (fondateur du dit village), se rappellent le Cheikh Anane et ont gardé en mémoire l'histoire du personnage et son influence en Kabylie.
Ses compagnons de Cheurfa N'Bahloul, dont El Hadj Said Nath Chérif à côté de son Azib d'Azaghar où il aimait à se rendre souvent[pas clair]. Son maître était d'ailleurs Cheikh Mohand Ouali de Takaba ayant des liens de parenté avec la famille Cherifi de Cheurfa branche d'Iazzouguène/Azazga.
Cheikh Muhend était très apprécié et même adulé par la totalité de la population de Kabylie, pour sa sagesse et tant d'autres qualités que tous lui reconnaissent.
Contemporain du poète Si Muhand U M’hand, les deux personnages, liés par un esprit fraternel, se seraient voués, d’abord sans s'être jamais rencontrés, mutuellement un grand respect. Lorsque la rencontre eut finalement lieu (sur l'initiative de Si Muhend), un léger différend les aurait opposé : Si Muhend, après avoir conté quelques vers, aurait refusé la demande de cheikh Muhend admiratif de se répéter. La discussion se serait alors terminée sur l'annonce, par cheikh Muhend à Si Muhend, d'un sinistre présage, s'apparentant plus, dans le contexte, à un souhait.
Il mourut en 1901. Ses paroles ont inspiré plusieurs chanteurs et conteurs contemporains, comme le chanteur Lounis Aït Menguellet.